# Tôn Thọ Tường
Tôn Thọ Tường (chữ Hán: 尊壽祥; 1825 - 1877) là một danh sĩ sống vào thời nhà Nguyễn. Do ông cộng tác với thực dân Pháp nên bị nhiều trí thức người Việt chỉ trích mạnh mẽ.

## Cuộc đời
Tôn Thọ Tường là người huyện Bình Dương, phủ Tân Bình, tỉnh Gia Định (nay thuộc Thành phố Hồ Chí Minh).
Ông vốn xuất thân trong một gia đình khoa cử, cha là Tôn Thọ Đức đỗ cử nhân, làm quan dưới triều Thiệu Trị, Tự Đức. Ngay từ thời trẻ, Tôn Thọ Tường học ở Huế, nổi tiếng văn hay chữ tốt. Năm 1840, cha qua đời, nên việc học ông bị dở dang, đến năm 30 tuổi vẫn chưa đỗ đạt gì.
Năm 1855, Tôn Thọ Tường được tập ấm làm quan, nhưng chỉ được giao một chức quan võ, không hợp với khả năng nên ông từ chối. Vì túng thiếu, ông phải đi làm bài thi mướn để lấy tiền. Việc bại lộ, ông bị bắt giải về Kinh đô Huế. Vua Tự Đức xét đến công lao của cha ông và nhận thấy ông cũng là người có tài nên gia ơn tha tội .
Ông trở về Nam, khi đi qua tỉnh Bình Thuận, các viên quan ở đây vì mến tài, muốn bổ ông chức thông phán, nhưng bộ Lại không chấp nhận. Việc này càng làm cho Tôn Thọ Tường bất mãn triều đình Huế.
Đến Gia Định, ông lập lại Bạch Mai thi xã, để cùng các bạn xướng vịnh. Năm 1862, Pháp chiếm ba tỉnh miền Đông Nam Kỳ, ông được chính quyền mới mời ra nhận chức tri phủ Tân Bình, nên được người đời gọi là Phủ Ba Tường. Đô đốc Bonard muốn dùng ông dùng uy tín của mình để dụ hàng Trương Định, nhưng không thành công. Năm 1863, ông được cử làm ký lục trong phái bộ của Phan Thanh Giản sang Pháp và Tây Ban Nha.
Năm 1867, ông được nhà cầm quyền Pháp phái về Ba Tri (Bến Tre) để dụ hàng nhà thơ Nguyễn Đình Chiểu cùng hai người con Phan Thanh Giản là Phan Tôn và Phan Liêm, nhưng thất bại.
Năm 1871, ông được thăng đốc phủ sứ.
Tháng 2 năm 1872, viên chủ quận Vũng Liêm tên Thực bị nghĩa quân ở nơi đó giết chết, ông được cử đến thay. 
Sau, vì không ổn định được tình hình nơi ông cai quản, nhà cầm quyền Pháp rút ông về dạy Hán văn ở trường Hậu Bổ (Collège des Stagiaires) Nam Kỳ.
Năm 1873, ông được tham dự phái đoàn của Pháp sang Trung Quốc hai tháng. Năm 1875, Tôn Thọ Tường làm việc dưới quyền của Tổng Lãnh sự Pháp De Kergaradec ở Bắc Kỳ.
Năm 1877, trong một lần theo viên lãnh sự này đi quan sát miền thượng du Bắc Kỳ, ông mắc bệnh sốt rét ác tính rồi mất.

## Nhận xét
Tôn Thọ Tường được đánh giá là một nhà thơ có thi tài được thể hiện qua một số bài thơ có hình tượng nghệ thuật như Đĩ già đi tu, Từ thứ qui Tào, Cây mai, Mười bài tự thuật... Đương thời, Tường bị các trí thức người Việt, đặc biệt hơn cả là Phan Văn Trị lên án, chỉ trích do làm việc cho người Pháp là kẻ xâm lược.
Năm 1966, GS. Trịnh Vân Thanh có nêu lên một nhận xét khá công tâm hơn:
Với một tâm trạng đau khổ, luôn bị dằn dặt của Tôn Thọ Tường, chúng ta thấy ông không phải là người đánh mất cả lương tri. Việc vận động với người Pháp để xin ân xá cho Bùi Hữu Nghĩa, nhẫn nhục nhận lấy những lời thóa mạ, nguyền rủa của Phan Văn Trị, Huỳnh Mẫn Đạt, Lê Quang Chiểu... mà không tìm cách trả thù hay ám hại, chứng tỏ Tường vẫn còn biết trọng nho phong, sĩ khí...

## Đường phố
Ở Thành phố Hồ Chí Minh trước năm 1975 (lúc đó gọi là Sài Gòn và Gia Định) có tới hai con đường mang tên Tôn Thọ Tường. Đường Tôn Thọ Tường của Đô thành Sài Gòn cũ hiện nay là đường Tạ Uyên đi qua quận 5 và quận 11, còn đường Tôn Thọ Tường của tỉnh Gia Định cũ nay là đường Phan Văn Hân ở quận Bình Thạnh. Ở Trà Vinh trước năm 1975 có một con đường mang tên Tôn Thọ Tường sau bị đổi thành Độc Lập, và ở Bạc Liêu cũng có con đường mang tên Tôn Thọ Tường sau đó đổi thành Thống Nhất.